# Віскашуваті
Віскашуваті (Octodontoidea) — надродина ссавців ряду Мишоподібні (Muriformes). Представники надродини мешкають у Південній і Центральній Америці. Латинська назва групи вказує на кількість молярів.

## Родини
- Родина Нутрієві (Myocastoridae)
- Родина Хутієві (Capromyidae)
- Родина Віскашеві (Octodontidae)
- Родина Тукотукові (Ctenomyidae)
- Родина Ехімісові (Echimyidae)
- Родина †Heptaxodontidae